# UFC 313
UFC 313: Pereira vs. Ankalaev（ユーエフシー・スリーサーティーン：ペレイラ・バーサス・アンカラエフ）は、アメリカ合衆国の総合格闘技団体「UFC」の大会の一つ。2025年3月8日、ネバダ州ラスベガスのT-モバイル・アリーナで開催された。

## 大会概要
本大会は王者アレックス・ペレイラと挑戦者マゴメド・アンカラエフによるUFC世界ライトヘビー級タイトルマッチが組まれた。

## 試合結果

### アーリープレリム
第1試合 ミドル級 5分3R
○  オジー・ディアス vs.  ジョーデン・サントス ×
3R終了 判定3-0（29-28、29-28、29-28）

### プレリミナリーカード
第2試合 フェザー級 5分3R
○  マイロン・サントス vs.  フランシス・マーシャル ×
3R終了 判定2-1（27-30、29-28、29-28）
第3試合 ウェルター級 5分3R
○  カルロス・レアル vs.  アレックス・モロノ ×
1R 4:16 TKO（スタンドパンチ連打）
第4試合 ミドル級 5分3R
○  ブルーノ・フェヘイラ vs.  アルメン・ペトロシアン ×
2R 4:27 腕ひしぎ三角固め
第5試合 フライ級 5分3R
○  ジョシュア・ヴァン vs.  鶴屋怜 ×
3R終了 判定3-0（30-27、30-27、30-27）

### メインカード
第6試合 ライト級 5分3R
○  マウリシオ・ルフィ vs.  キング・グリーン ×
1R 2:07 KO（右スピニングバックキック）
第7試合 女子ストロー級 5分3R
○  アマンダ・レモス vs.  ヤスミン・ルシンド ×
3R終了 判定3-0（29-28、29-28、29-28）
第8試合 ライト級 5分3R
○  イグナシオ・バハモンデス vs.  ジェイリン・ターナー ×
1R 2:29 三角絞め
第9試合 ライト級 5分3R
○  ジャスティン・ゲイジー vs.  ラファエル・フィジエフ ×
3R終了 判定3-0（29-28、29-28、29-28）
第10試合 UFC世界ライトヘビー級タイトルマッチ 5分5R
○  マゴメド・アンカラエフ vs.  アレックス・ペレイラ ×
5R終了 判定3-0（49-46、48-47、48-47）
※アンカラエフが王座獲得に成功。

### 各賞
ファイト・オブ・ザ・ナイト：ジャスティン・ゲイジー vs. ラファエル・フィジエフ
パフォーマンス・オブ・ザ・ナイト：イグナシオ・バハモンデス、マウリシオ・ルフィ
各選手にはボーナスとして5万ドルが授与された。

### カード変更
負傷などによるカードの変更は以下の通り。